# Winston (cigarette)
 (juin 2023).
Pour les articles homonymes, voir Winston.

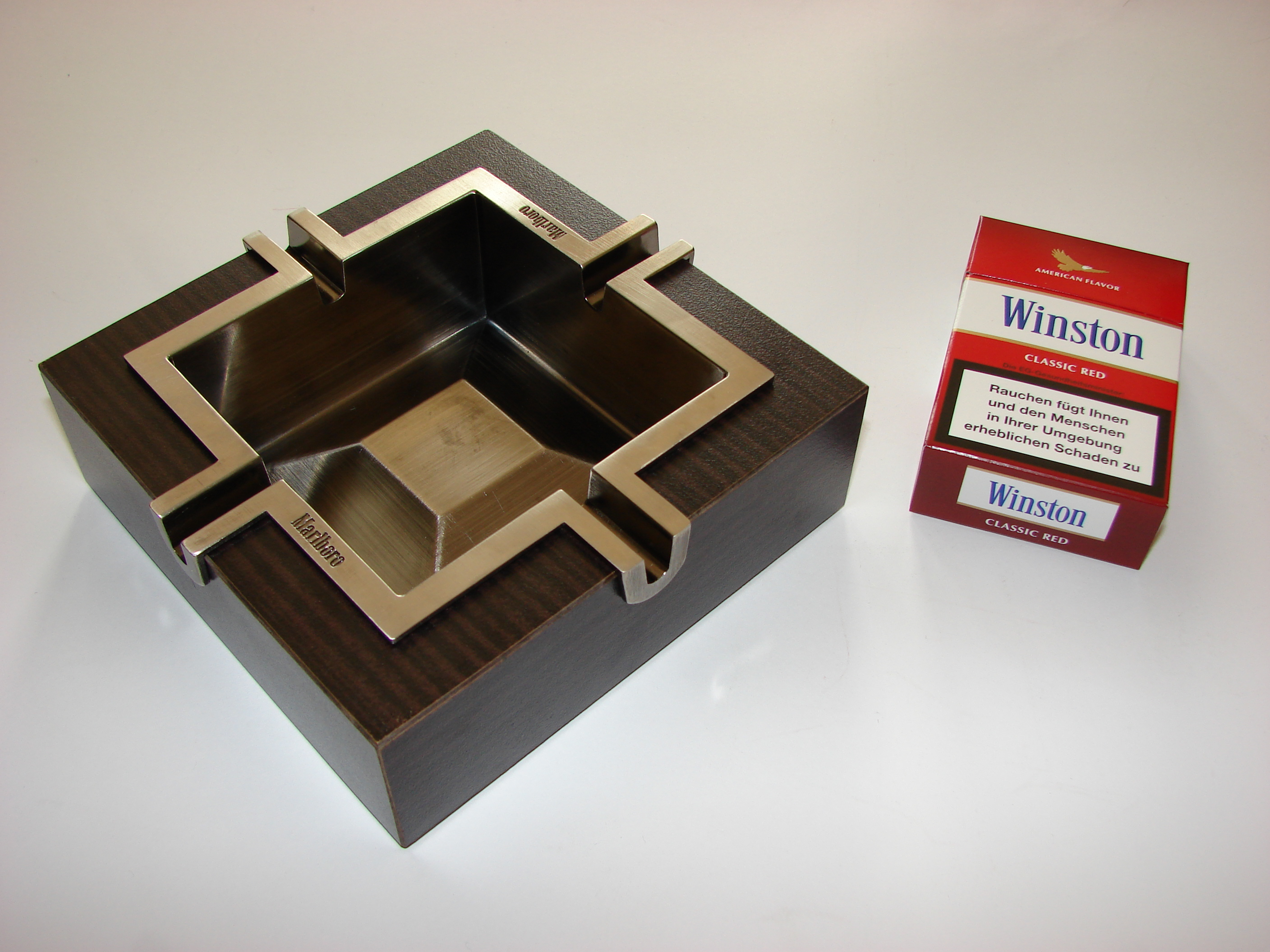
Un cendrier Marlboro et un paquet de cigarettes Winston.

Winston est une marque de cigarettes appartenant à ITG Brands LLC sur le territoire américain, tandis que les activités internationales sont depuis 1999 la propriété de l'entreprise Japan Tobacco.
Sur l'emballage, il y a un pygargue à tête blanche. Il existe un emballage rouge et blanc ou bleu et blanc.
La marque fut introduite en 1954 et elle est devenue la marque de cigarette la mieux vendue aux États-Unis de 1966 à 1972 avant de se faire dépasser par Marlboro.
Dans la série Les Pierrafeu, Barnet sort un paquet de Winston et en fume avec Fred. Dans le film American History X, Daniel fume des Winston 100's. Dans le film Apocalypse Now de Francis Ford Coppola, le capitaine Willard fume des Winston et sort un paquet de Winston à un moment du film.

## Histoire
Initialement introduite en 1954 par le RJ Reynolds Tobacco Company , Winston est rapidement devenu l'une des plus grandes marques de cigarettes et en raison du slogan « Winston a bon goût comme une cigarette devrait " Elle est devenue la cigarette la plus vendue dans le monde dès 1966, jusqu'en 1972.
L'égérie de la marque dans les années 1960 et 1980, l'acteur Alan Landers (ou Winston Man), est par la suite devenu un activiste anti-tabac après avoir subi deux opérations liées à un cancer des poumons.
Winston est ensuite passé en deuxième, position qu'elle a continué à maintenir jusqu'aujourd'hui sous la propriété de Japan Tobacco en dehors des États-Unis. La version américaine de la marque quant à elle a été confrontée à la baisse des ventes, passant à la sixième place en 2005. Elle est également connue pour avoir supprimé les additifs dès la fin des années 1990. Un accord a été conclu entre la Federal Trade Commission et Winston pour assurer que l'absence d'additifs aboutissait à une cigarette plus sûre. 
Au début des années 1990, la marque est la deuxième plus vendue aux États-Unis derrière Marlboro, mais ses ventes reculent. En 1997, la marque est relancée avec des cigarettes sans additifs et sans conservateurs.
En 1999, RJ Reynolds a été détachée de RJR Nabisco puis a vendu ses activités non-américaines à Japan Tobacco.
Le 15 juillet 2014, Reynolds American (Société Mère RJ Reynolds) a convenu d'acheter la Lorillard Tobacco Company pour 27,4 milliards de $ et, par conséquent, (pour atténuer les préoccupations antitrust) Winston, ainsi que les marques KOOL, Maverick, et Salem ont été vendues à Imperial Tobacco Group pour 7,1 milliards  de $. Le 12 juin 2015, Reynolds American et Lorillard ont achevé leur fusion et Winston est officiellement tombé sous la propriété Imperial Tobacco Group et fait partie des nombreuses marques dérivées. Winston a alors glissé à la 7ème place des cigarettes les plus consommées aux États-Unis. La distribution internationale est restée entre les mains de Japan Tobacco.

## Produits de la gamme
- Winston Blue
- Winston Classic
- Winston Classic 100's
- Winston Silver
- Winston Ssl
- Winston White
- Winston Xsphere
- Winston Xsphere Ice Blue
- Tabac Winston à rouler Winston Essentiel, Classic ou Intense

## Controverse avecLes Pierrafeu
Winston a été l'un des sponsors originaux de The Flintstones (Les Pierrafeu) de 1960 à 1962. On pouvait y voir des personnages (Fred Flintstone et Barney Rubble) dans les publicités de Winston, et chaque fin d'épisode Fred allume une Winston pour sa femme Wilma ou fume avec Fred. Toutefois, pour la troisième saison, les annonces de la série sont devenues plus orientées pour les enfants et Winston a été remplacé par Welch.
David Goerlitz, modèle leader masculin de Winston au cours des années 1980, est devenu un anti-tabac ardent défenseur en 1988, après avoir subi des problèmes de santé liés au tabagisme.